# Cotonnière de France
Filago gallica, Logfia gallica
Espèce
Classification APG III (2009)
Synonymes
- Logfia gallica (L.), Coss. & Germ. 1843
- Filago tenuifolia C.Presl 1822
- Logfia subulata Cass. 1823
- Gnaphalium gallicum L. 1753

La Cotonnière de France (Filago gallica L., synonyme Logfia gallica (L.) Coss. & Germ.) est une espèce de plante à fleurs de la famille des Astéracées. Selon les sources taxonomiques, elle est placée dans le genre Filago ou dans le genre Logfia, anagramme du premier. Cette espèce est propre au climat méditerranéen paléarctique et a été introduite aux Amériques et en Australie sans être problématique pour la flore locale.

## Description
La Cotonnière de France est une petite plante annuelle thérophyte brièvement cotonneuse blanche ou verte. Elle mesure de 10 à 40 cm de haut. Ses rameaux partant généralement de la base sont dressés ou divergents et souvent divisés. Les feuilles sont linéaires lancéolées, très fines et blanches soyeuses à presque vertes. Le réceptacle est muni d'écailles sur sa circonférence. Les fleurs sont verdâtres et toutes tubulaires. Le capitule, sessile, est ovoïde à conique et comporte 5 angles saillants. Ils sont réunis par 2 à 7 en petits glomérules latéraux et terminaux. Ils sont accompagnés de feuilles lancéolées sur leurs involucre qui dépassent longuement les fleurs. Les fruits sont des akènes contenant une graine beige ovoïde, enveloppée d'une écaille bractéale laineuse. Cette espèce est très polymorphe et fortement influencée par les conditions environnementales et la pression anthropique. La Cotonnière de France peut se confondre avec les espèces des genres Gnaphalium et Filago. 

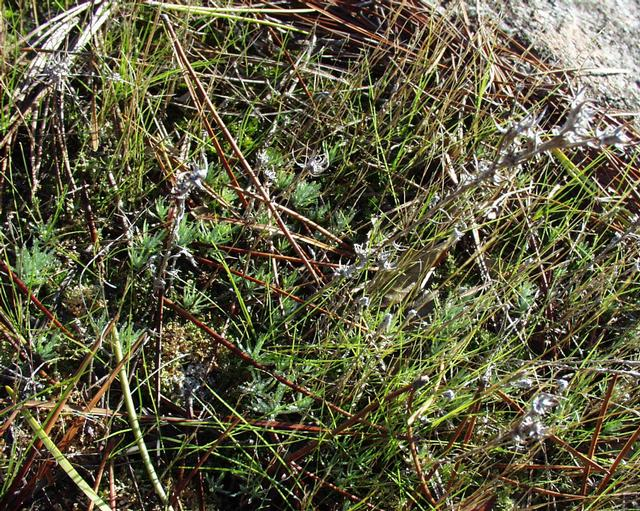
Vue générale (Bagnols-en-Forêt, Var, France).
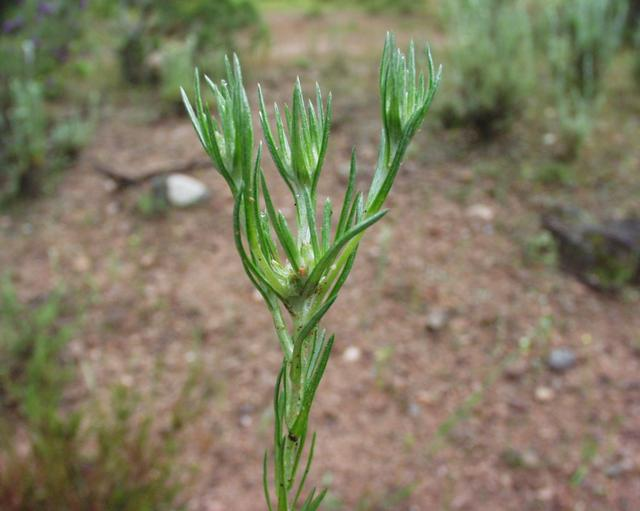
Capitules en formation (Bagnols-en-Forêt, Var, France).
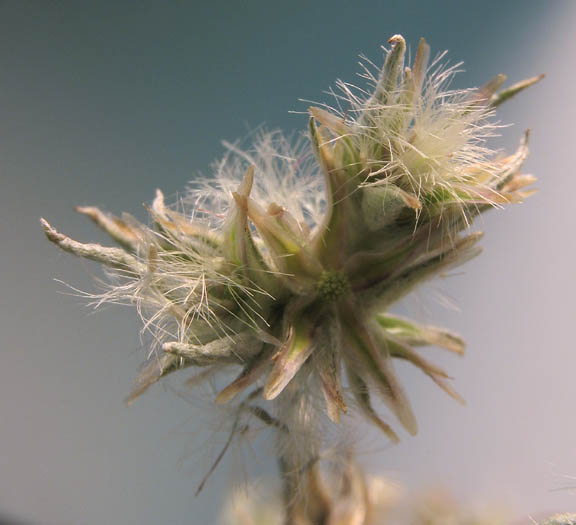
Fruits (Montagnes de Santa-Monica, Californie, USA).
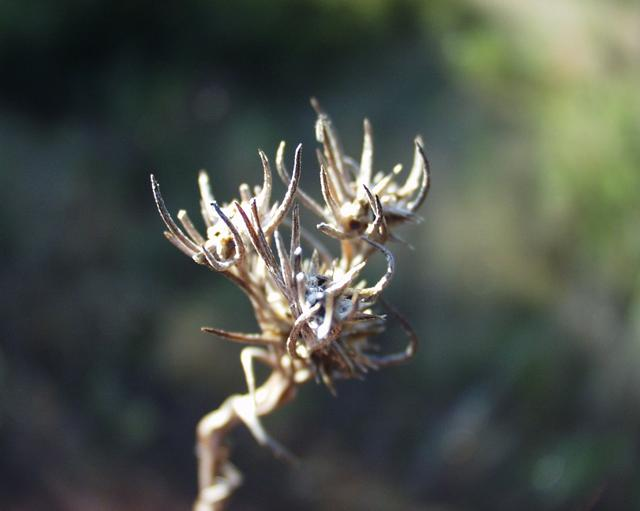
Plant sec (Bagnols-en-Forêt, Var, France).

## Taxonomie
La Cotonnière de France a été décrite par Carl von Linné en 1753 sous le nom de Filago gallica (du latin filum, fil, en raison de son aspect cotonneux, et de gallica, france). Cette espèce a ensuite été placée sous le genre Logfia par Cassini en 1819 tout en étant étroitement lié au genre Filago, en témoigne sa construction par anagramme. Selon lui le genre Logfia diffère du genre Filago par les akènes de la circonférence renfermés dans les folioles de l'involucre, pliées longitudinalement et soudées inférieurement à la base.
Jusqu'en 2010, les espèces du genre Logfia étaient incluses au sein de Filago mais, récemment, sur la base des caractères morphologiques et de l'analyse de la séquence d'ADN, il a été démontré que Logfia était plus étroitement apparenté aux représentants américains de la tribu Filagininae du genre Filago et l’idée que Filago et Logfia doivent être considérés comme des genres indépendants a été ressuscitée. Selon les partisans du genre Logfia, ce genre diffère par la présence d'une grosse bosse à la base de la face externe de la bractée.

## Écologie et répartition
La Cotonnière de France est rudérale et héliophile. Elle affectionne les pelouses ouvertes à légèrement embroussaillées, les bordures de routes, les terres en jachère, les bordures de culture, les zones pierreuses, les marais salants et les lits de rivières asséchés . Elle porte une préférence pour les sols sableux ou limoneux d'origine silicieuse, acides et secs. 
La larve de Tephritis praecox, une mouche de la famille Tephritidae, est inféodée à la Cotonnière de France dont elle se nourrit des graines au sein du capitule.
Cette espèce est liée au climat méditerranéen. Elle est présente en Europe, dans les îles Macaronésiennes, en Afrique du Nord et dans le Sud-Ouest de l’Asie. Elle a été introduite en Amérique du Nord (Californie et Oregon), au Chili, en Inde et en Australie. Elle est connue aux États-Unis depuis 1883 et ne semble pas porter atteinte à la flore locale,.
En France, elle est dispersée dans le massif armoricain, le littoral atlantique, le Midi et la Corse et en forte régression dans le bassin parisien, le bassin de la Loire et le massif central. Elle pousse de 0 à 1800 m d'altitude du mois de mars à août.

## Statut de protection
En France, l'espèce figure sur la liste rouge d'Île-de-France et sur celle du Nord-Pas-de-Calais.